# Стефан Чумпалов
Стефан Чумпалов (21 декември 1896 – 6 ноември 1978) е български футболист, полузащитник, а след това и треньор по футбол. Един от основателите на Славия (София).
Бивш международен съдия, съосновател на футболното съдийство в България; почетен член на Славия и Миньор (Перник).

## Биография
Роден е в село Кацелово, Русенско.
Започва да се занимава със спорт през 1907 г. в дружество „Юнак“, още преди футболът да бъде известен в България. През 1912 г. става част от Ботев (София). На следващата година Ботев се обединява с Развитие и така се създава Славия. Между 1913 г. и 1920 г. Славия (София) провежда 19 официални срещи с български съперници. Чумпалов е на терена в 18 от тях, като успява да отбележи 4 попадения. През 1921 г. играе в 3 мача и вкарва 1 гол в новоучредената Софийска спортна лига, в която Славия става шампион.
През 1921 заминава да следва минно инженерство в Грац, Австрия. Играе за отбора на Льовен, а след това и в Капфенберг. През 1923 г. е включен в сборния отбор на провинция Щира. И с двата си клуба в Австрия играе престижни контроли с италиански отбори. Не успява да завърши образованието си поради липса на финансови средства и през 1924 г. се завръща в България.
Със Славия става вицешампион през 1926 и шампион през 1928, като през последните три години е играещ треньор. Играе за отбора до 1929 г. Спира да играе за Славия, след като по време на юбилеен мач получава незначителна сума от приходите и е обвинен в професионализъм. В кариерата си изиграва около 500 мача.
След края на състезателната си кариера още в три периода е старши треньор на Славия. На два пъти е наставник на Локомотив (София), като в този период от живота си е чиновник в БДЖ. Става шампион на България с „железничарите“ през 1941 г.
След 9 септември 1944 г. е вкаран в трудов лагер, като лежи в Богданов дол и Куциян. Освободен е по молба на властите в Перник и се установява в града. През 1948/49 води Марек (Дупница). След това на четири пъти е начело и на Миньор (Перник). Води Миньор в 109 мача, 74 от които в елита. Известно време води и Миньор (Димитровград).

## Успехи
Славия (София)
- Държавно първенство:
  -  Шампион: 1928
  -  Вицешампион: 1926